# Forma ternaria
La forma ternaria es un mecanismo que le da estructura a una pieza musical.
Es una estructura de tres partes. Las partes primera y tercera constituyen una repetición ya que son idénticas o casi idénticas entre sí, mientras que la segunda es altamente contrastante. Por esta razón, la forma ternaria es frecuentemente representada como A-B-A. La sección contrastante B es usualmente conocida como 'Trío'.
Al menos en piezas escritas antes del siglo XIX, la primera sección de una pieza ternaria no cambia de tonalidad, y termina en la misma con la que comenzó (tónica). La sección media está generalmente en una tonalidad distinta, la mayoría de las veces en la dominante de la primera sección (una quinta justa ascendente). Tiene generalmente un carácter contrastante; por ejemplo, en una marcha, el altamente rítmico y estridente carácter de la marcha se contrasta usualmente con un trío más lírico y fluido. Es poco común, pero el trío puede estar también con diferente indicación de compás (contraponiendo 3/4 al 4/4 de la marcha, por ejemplo).
La forma ternaria, además de en las marchas, se encuentra bastante en arias operísticas barrocas (las llamadas arias da capo), y en muchas formas de danza, como las polkas escritas por la familia Strauss. También en la forma minueto (o scherzo), que en el periodo clásico se encontraba en el tercer movimiento de las sinfonías, cuartetos de cuerda, sonatas y obras similares.